# Duseviulisoma acutiformis
Duseviulisoma acutiformis är en mångfotingart som beskrevs av Carl Graf Attems. Duseviulisoma acutiformis ingår i släktet Duseviulisoma och familjen orangeridubbelfotingar. Inga underarter finns listade i Catalogue of Life.